# Fé, Amigos e Poesia
Fé, Amigos e Poesia é um álbum de estúdio colaborativo dos cantores e compositores Bruno Branco, Marcela Taís e Hélvio Sodré, anunciado em 2012 com lançamento previsto em 2013 e, mais tarde, cancelado.
O disco tinha a previsão de apresentar canções de temática poética sob o contexto da música cristã contemporânea. Sobre o projeto, a cantora Marcela Taís chegou a afirmar que a ideia de não se limitar a shows e produzir um disco veio de Bruno Branco e Hévio Sodré, e várias canções inéditas foram produzidas para o projeto.
Algumas canções do disco (como "Naufrágio") estiveram presentes no álbum Moderno à Moda Antiga, lançado por Marcela em 2015, enquanto Hélvio Sodré gravou "Simples Mortais" no álbum Som e Silêncio (2017).

## Faixas confirmadas
- "Naufrágio"
- "Simples Mortais"
- "Nem Tanto"
- "Passado a Limpo"